# Marettimo
Marettimo (en sicilien : Marètamu) est une île faisant partie du groupe des îles Égades. c'est également une fraction de la commune de Favignana, dans la province de Trapani en Sicile en Italie. L'île culmine à 686 m au Monte Falcone.

## Géographie
Administrativement, c'est une frazione de la commune de Favignana dans la province de Trapani de la région de Sicile en Italie.

## Toponymie

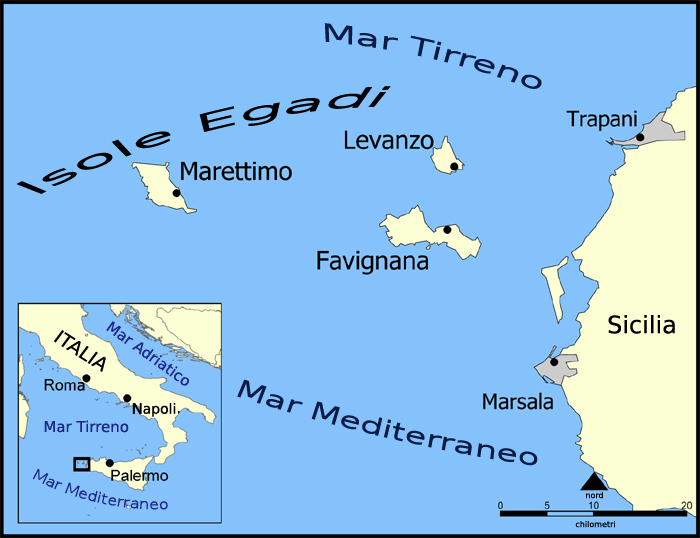
Localisation des îles Égades.

L'ancien nom grec de l'île, cité par Polybe, était Hierà Nésos signifiant « île Sacrée ». Son nom actuel dérive certainement de Marìtima, nom latin de l'île qui apparaît déjà dans l'Itinerario Antonino au IIIe siècle. Quelques personnes[Qui ?] suggérèrent que l'origine du nom était à chercher dans l'abondance du thym sauvage. Celle-ci n'est cependant pas la seule végétation qui pousse spontanément sur l'île, le climat de l'île ayant contribué au développement d'une flore extraordinaire.

## Histoire
Les populations anciennes de cette terre restreinte de la Méditerranée (Phéniciens, Élymes, Sicanes) attribuent à cette île un caractère sacré dont elle jouit encore aujourd'hui. Selon la théorie trapanèse de l'Odyssée, « Marretimo vint à coïncider, du point de vue géographique, avec Ithaque, la patrie d'Ulysse ». Selon l'historien Ernle Bradford, les îles Égades seraient le pays des Cyclopes. Marettimo est en effet creusée de cavernes très impressionnantes. En face, les vestiges de l'ancienne cité d'Érix (Érice) attestent une présence grecque très ancienne. L'antre de Polyphème se situerait sur cette île. Marettimo était aussi une escale sur les routes commerciales entre Rome et Carthage ou l'Espagne, où les navires venaient se ravitailler en eau douce.
Divers auteurs citent Hierà (ancien nom de l'île) comme le lieu où fut conclu le traité de paix entre Romains et Carthaginois après la dramatique Bataille des îles Égades du 10 mars 241 av. J.-C. qui vit Hamilcar Barca et ses propres navires mis en pièces par les trirèmes des Romains commandés par Lutazio Catulo. Les Romains construisirent un bâtiment militaire, la Case romane, à flanc de montagne, face aux îles de Levanzo et de Favignana. Le site est ensuite abandonné, et une église fut construite à l'époque byzantine, entre le VIe siècle et le VIIIe siècle. Elle fut détruite, l'église actuelle lui succédant sur ses ruines au XIe siècle.
Le château de Punta Troia, édifié durant la période normande (vers 1140) sur les restes d'une ancienne tour fut par la suite utilisé comme prison. Sous la dynastie des Bourbon, à l'intérieur du château fut détenu Guglielmo Pepe.

## Faune et flore
À la différence des autres îles de l'archipel, Marettimo est sortie de terre quelques milliers d'années avant, développant un mode endémique ancien comme la Brassica macrocarpa ou encore le Seseli bocconi, plantes et arbustes qui se développent sur les pierres. La Hyacinthaceae scilla ughii (différente de la Scilla peruviana) est aussi endémique de l'île.

## Économie

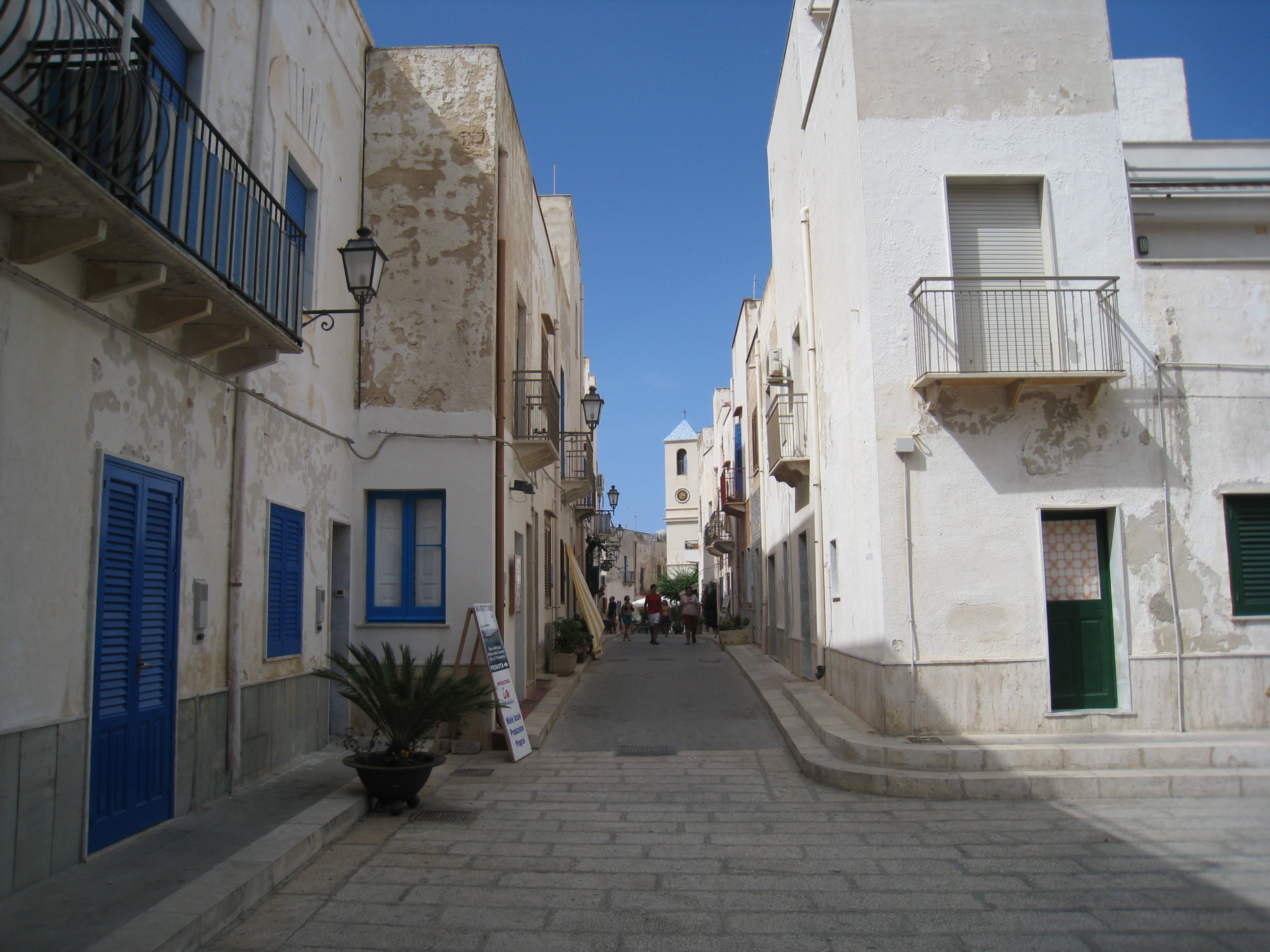
Ruelle du port.

Les guides internationaux décrivent cette île comme la « perle de la Méditerranée[réf. nécessaire] » pour le bleu intense et limpide de ses eaux. Le versant ouest de l'île est protégé, mais l'on peut visiter de nombreuses grottes d'origine karstique dans des excursions en bateau, qui y entrent. L'île de Marettimo fait partie de la Réserve naturelle des îles Egades. Le village de Marettimo, construit sur la côte orientale de l'île selon les traditionnelles formes architecturales méditerranéennes, est relié à Trapani grâce à une traversée en hydroptère d'environ une heure ou en ferry d'environ trois heures. L'économie du village de Marettimo est liée à l'activité de son port, principalement de pêche et du transport des touristes et résidents depuis la Sicile.
Sur l'île, hormis quelques petits commerces, une église et quelques locations, se trouve un téléphone public et une petite bibliothèque. L'île est sans voitures et des mulets sont utilisés pour le transport de personnes ou de marchandises,.

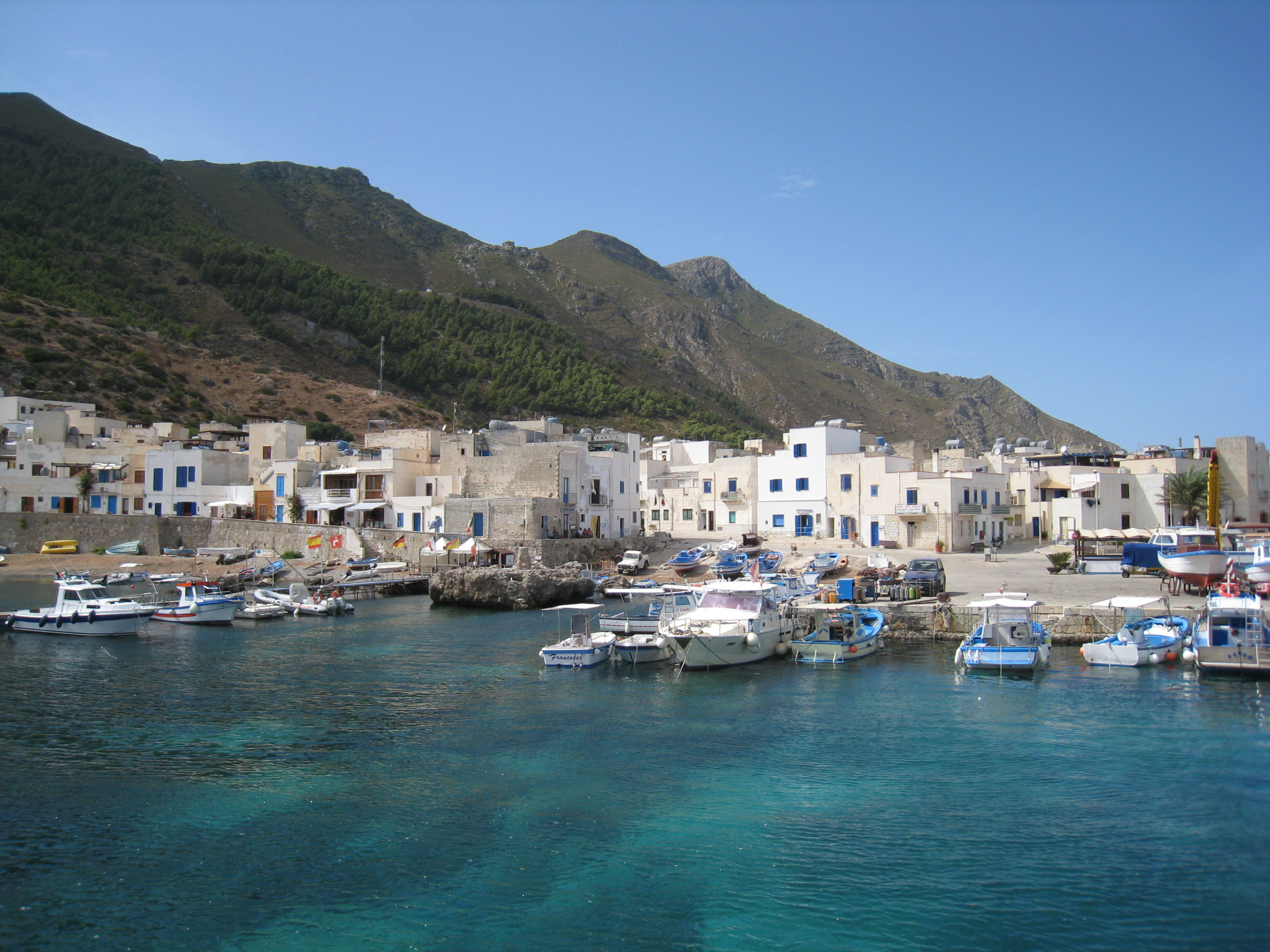
Panorama.
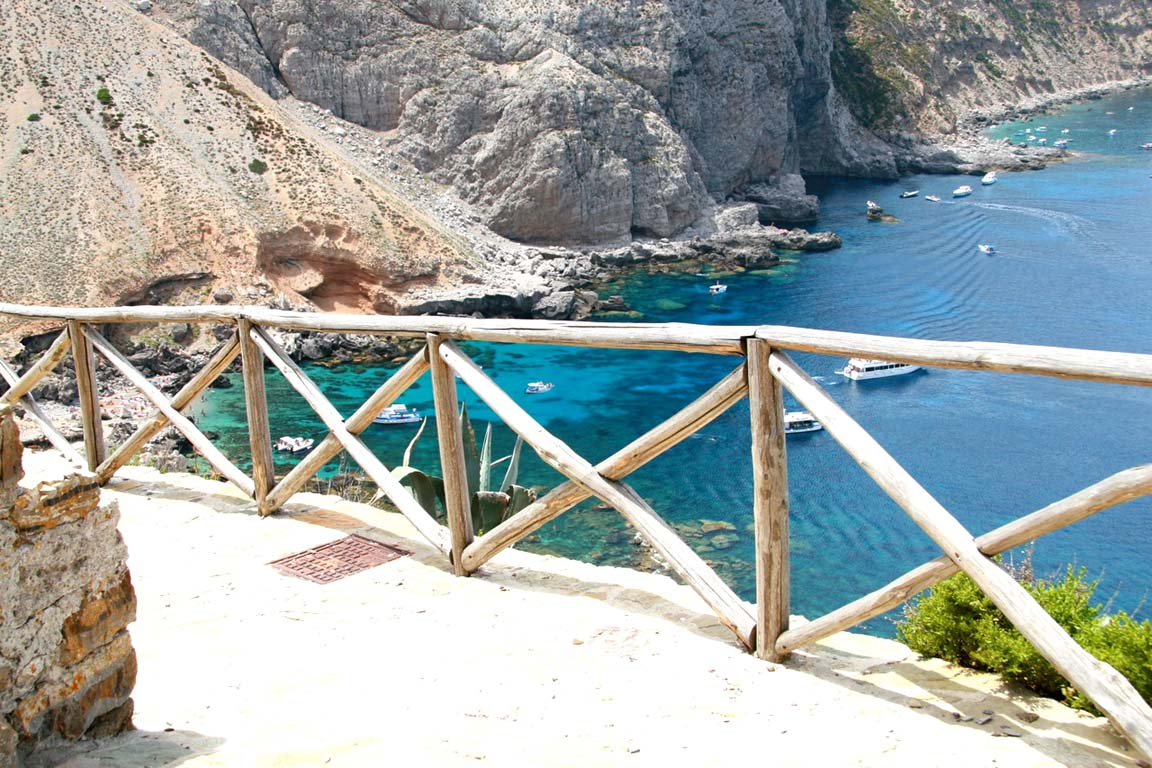
Vue de la côte.
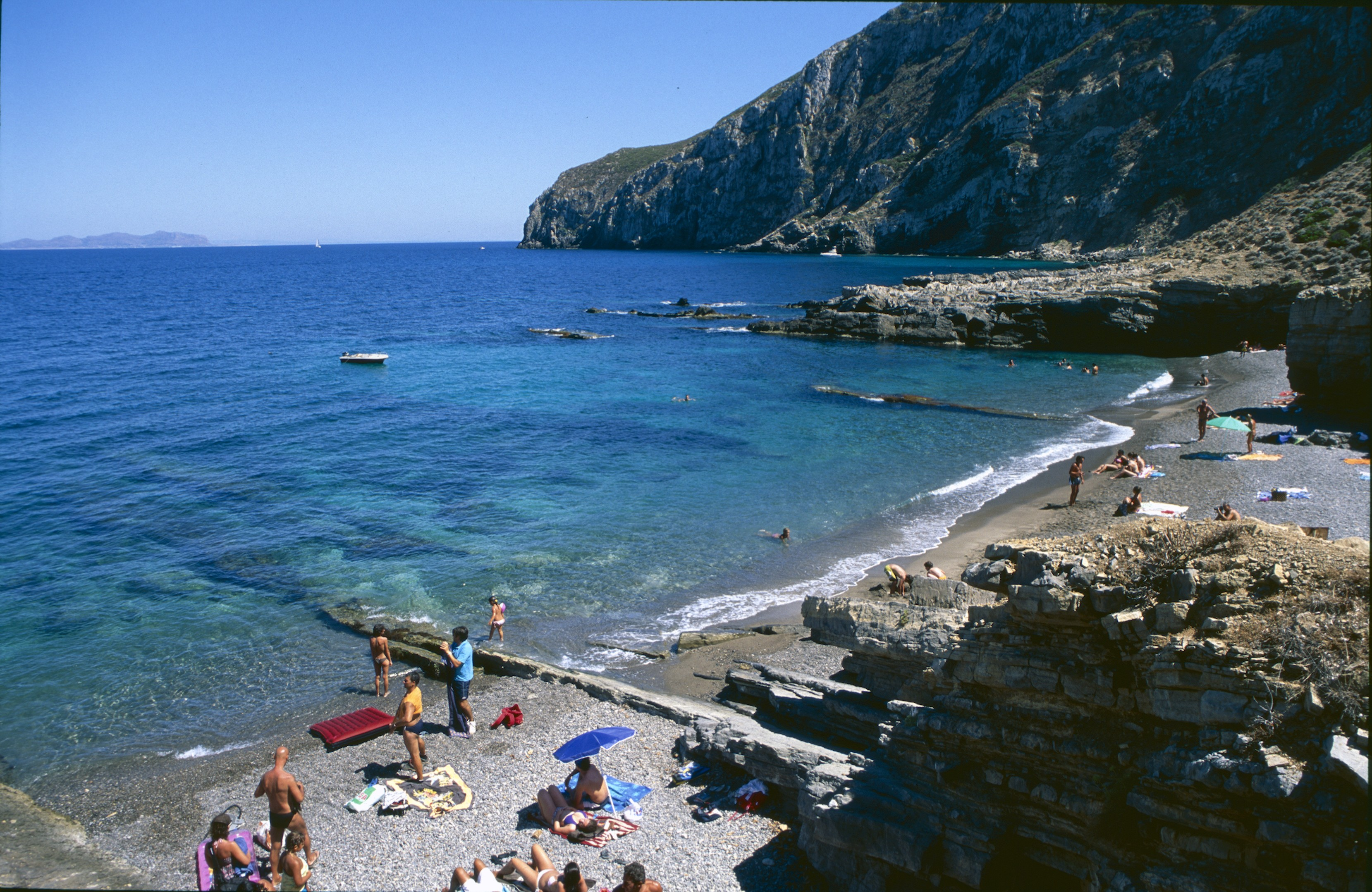
Plage.
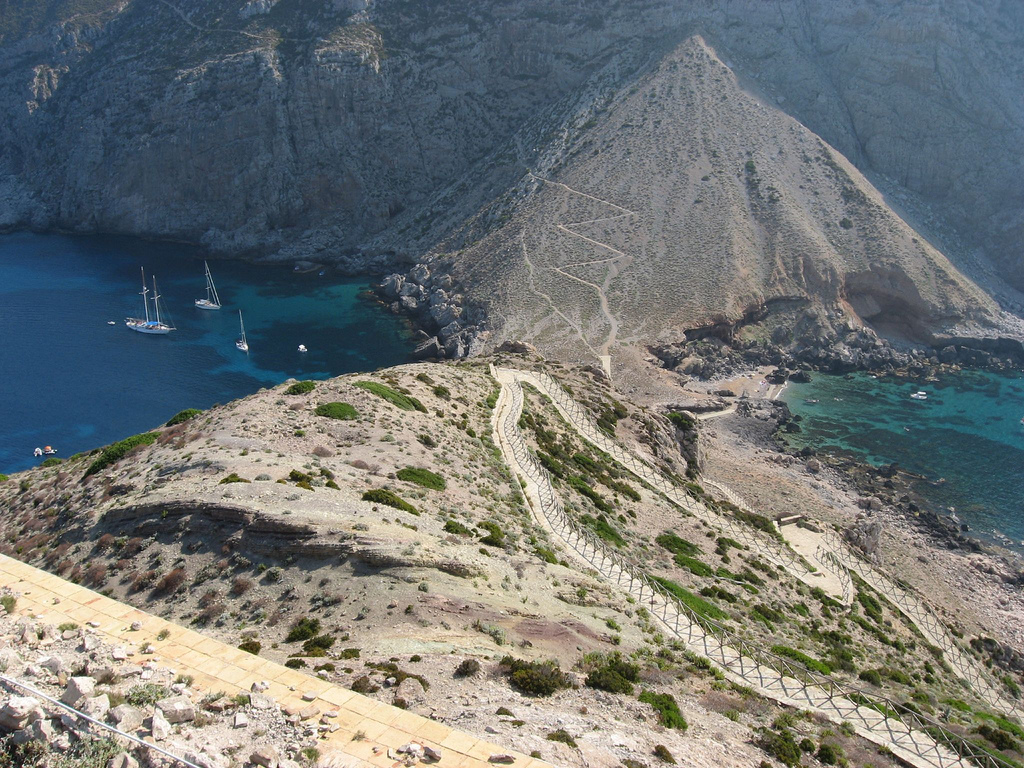
Paysages montagneux de l'île.
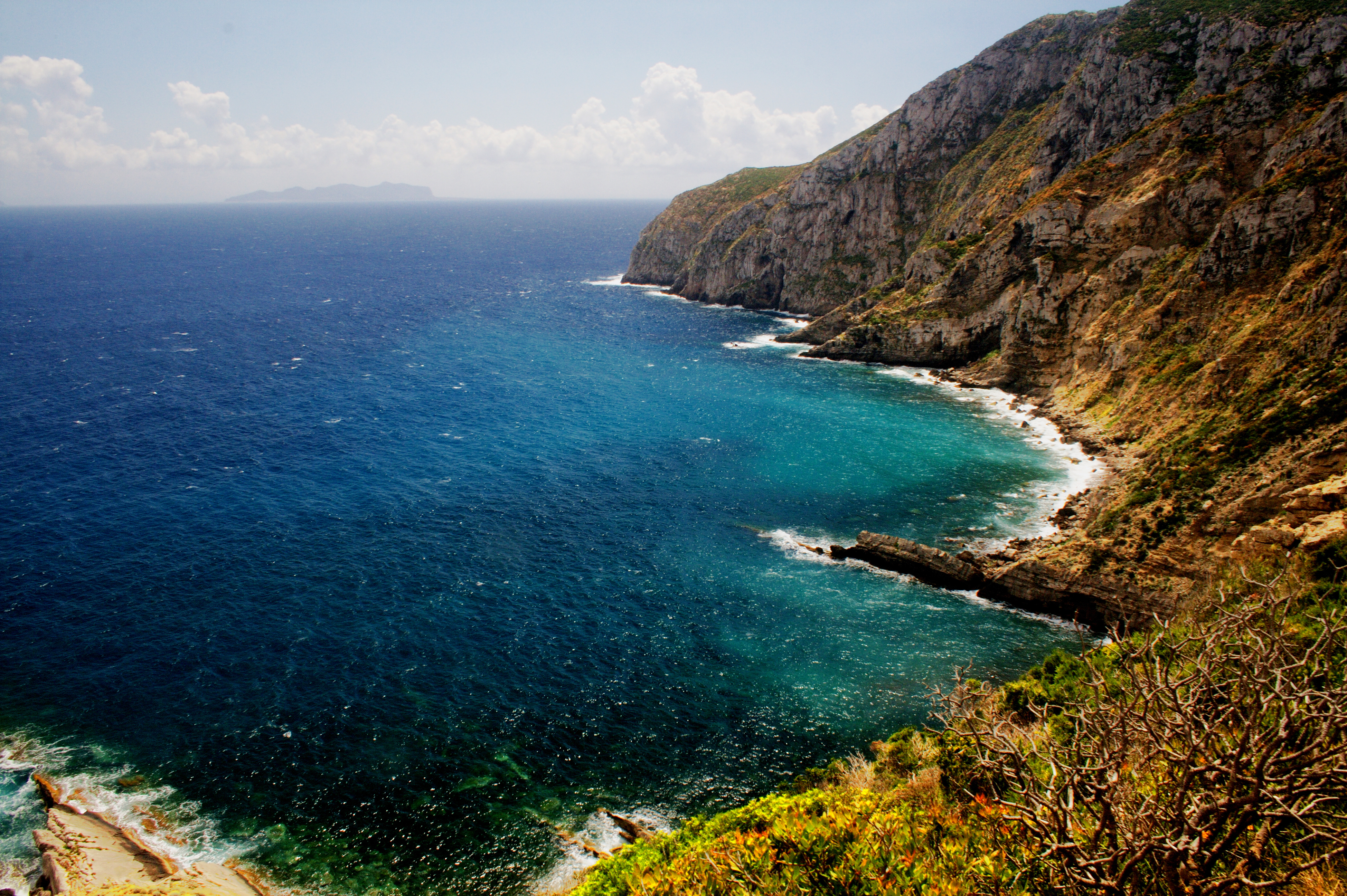
Côte rocheuse.